# 불법체류

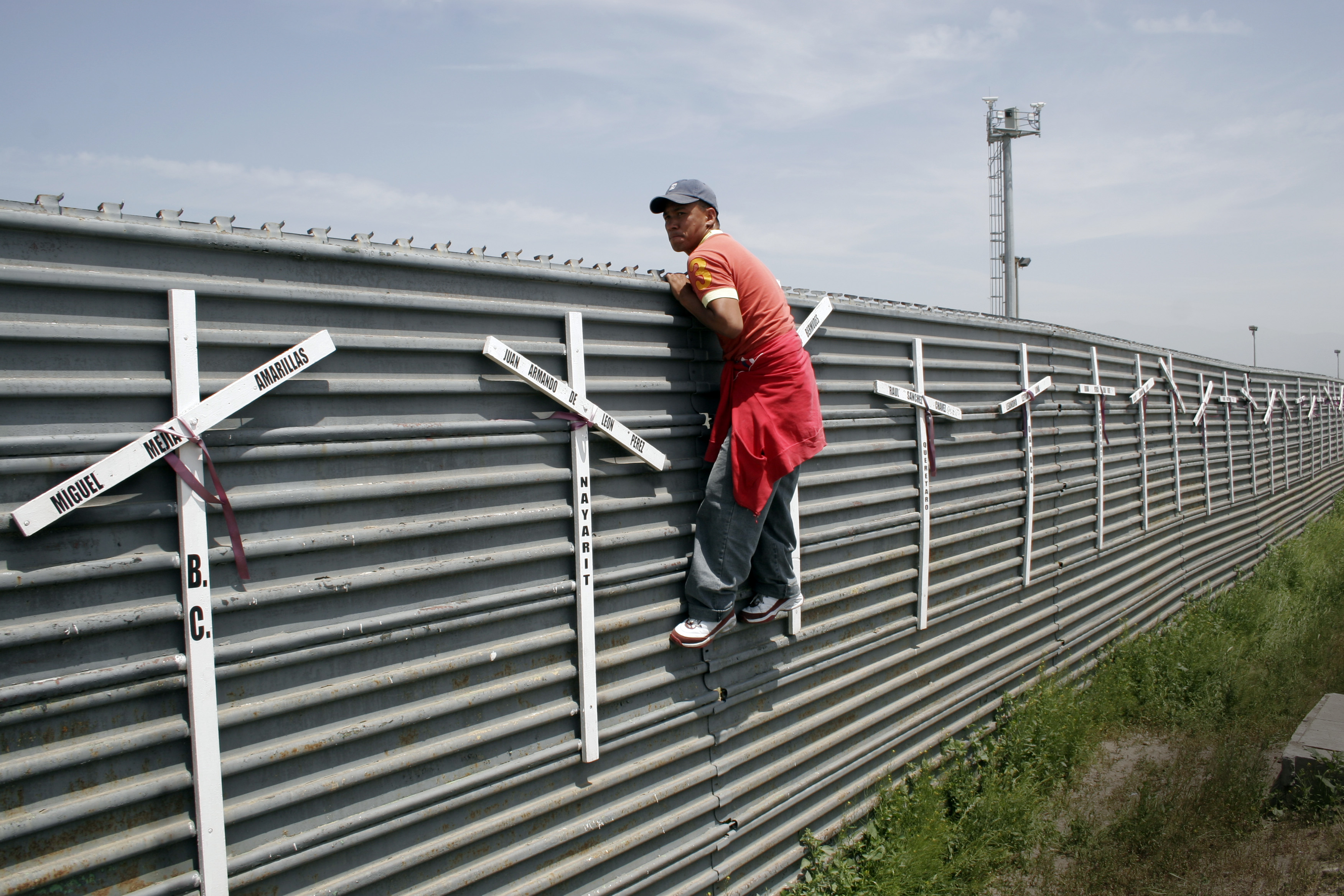

불법이민(不法移民, 영어: illegal immigration) 또는 불법체류(不法滯留, 영어: illegal stay)는 일반적으로 체류국의 출입국관계법령을 위반하면서, 자국 이외의 외국에서 불법적으로 체류하고 있는 상태를 말한다.

## 대한민국내 불법체류자 현황
대한민국 법무부 출입국·외국인정책본부가 발표한 통계자료에 따르면, 2014년말을 기준으로 대한민국내 불법체류자는 모두 208,778명(남성: 139,251명 / 여성: 69,527명)이다. 이는 전체 국내체류 외국인 1,797,618명 중 약 11.61%의 규모이다.

### 장단기 불법체류 외국인 상위 10개국
| 순위 | 국적                | 남녀합 | 남성   | 여성   |
| ---- | ------------------- | ------ | ------ | ------ |
| 1    | 중국(재중교포 제외) | 51,185 | 34,894 | 16,291 |
| -    | 재중교포            | 19,126 | 10,306 | 8,820  |
| 2    | 태국                | 44,283 | 24,595 | 19,688 |
| 3    | 베트남              | 26,932 | 19,233 | 7,699  |
| 4    | 필리핀              | 12,814 | 7,144  | 5,670  |
| 5    | 몽골                | 7,409  | 4,282  | 3,127  |
| 6    | 러시아              | 7,237  | 6,560  | 677    |
| 7    | 우즈베키스탄        | 4,627  | 4,079  | 548    |
| 8    | 방글라데시          | 4,309  | 4,218  | 91     |
| 9    | 스리랑카            | 4,232  | 3,967  | 265    |
| 10   | 캄보디아            | 3,115  | 2,109  | 1,006  |

## 같이 보기
- 외국인 노동자
- 미국의 불법이민(영어판)
- 출입국·외국인정책본부
- 불법 노동(illegal labor)
- 사증(비자)
- ROK-VISIT
- US-VISIT
- J-VIS
- 일본의 외국인